# اندرو ابوت
اندرو ابوت (انگلیسی: Andrew Abbott؛ زادهٔ ۰ نوامبر ۱۹۴۸) جامعه‌شناس اهل ایالات متحده آمریکا است.
وی همچنین برندهٔ جوایزی همچون کمک‌هزینه گوگنهایم شده‌است.